# Aleksiej Smirnow (polityk)
Aleksiej Borisowicz Smirnow (ros. Алексей Борисович Смирнов; ur. 27 maja 1973 w Nawli) – rosyjski polityk. Pełniący obowiązki gubernatora obwodu kurskiego od 12 maja do 16 września 2024 roku, a następnie gubernator do 5 grudnia 2024 roku. Członek partii Jedna Rosja.

## Życiorys
Aleksiej Borisowicz Smirnow urodził się 27 maja 1973 roku w osiedlu typu miejskiego Nawla w obwodzie briańskim.
W 1995 ukończył studia na Uniwersytecie Rolniczym w Kursku. W 2001 ukończył administrację państwową i miejską na Orłowskiej Regionalnej Akademii Administracji Publicznej.
W latach 1998-2004 pracował na różnych stanowiskach w administracji obwodu kurskiego, a następnie w latach 2004-2010 w administracji miasta Kursk. W późniejszych latach politycznie związany z obwodem moskiewskim.
Od 3 listopada 2018 roku był zastępcą gubernatora obwodu kurskiego, Romana Starowojta. 12 maja 2024 roku został on pełniącym obowiązki gubernatora tego obwodu, po mianowaniu Starowojta ministrem transportu Federacji Rosyjskiej.
W czerwcu 2024 roku wstąpił do partii Jedna Rosja.
Wygrał on wybory na gubernatora, uzyskując 65,28% głosów. Urząd objął 16 września 2024 roku.
Smirnow podał się do dymisji 5 grudnia 2024 roku w związku z krytyką wobec prowadzenia przez niego ofensywy w obwodzie kurskim. Został zastąpiony przez Aleksandra Chinsztejna.